# Czarni Radom w sezonie 2013/2014
Sezon 2013/2014 był 19. w najwyższej klasie ligowej - PlusLidze, z udziałem Czarnych Radom. Drużyna od początku rozgrywek prowadzona była przez Roberta Prygla. W poprzednim sezonie pod kierunkiem Wojciecha Stępnia wywalczyła mistrzostwo I ligi i otrzymała zaproszenie do PlusLigi. Do rozgrywek o mistrzostwo Polski powróciła po 11 latach.
W rozgrywkach PlusLigi Wojskowi po I rundzie zajmowali 5. miejsce. II runda była natomiast gorsza w ich wykonaniu i do play-off przystąpili z 6. pozycji. W klasyfikacji końcowej zajęli 7. lokatę. Najlepiej punktującym zawodnikiem Czarnych Radom był Wytze Kooistra (419 punktów), który znajdował się w ścisłej czołówce w ligowych statystykach.

## Transfery
| Imię i nazwisko   | Poprzedni klub              |
| ----------------- | --------------------------- |
| Łukasz Zugaj      | Skra Bełchatów - Młoda Liga |
| Adam Kowalski     | SMS PZPS Spała - Młoda Liga |
| Bartłomiej Bołądź | SMS PZPS Spała - Młoda Liga |
| Jozef Piovarči    | VC Lennik                   |
| Dirk Westphal     | Knack Roeselare             |
| Adam Kamiński     | VK Dukla Liberec            |
| Wytze Kooistra    | Skra Bełchatów              |
| w trakcie sezonu  |                             |
| Michał Kędzierski | Asseco Resovia Rzeszów      |

| Imię i nazwisko | Lata gry w klubie       | Nowy klub            |
| --------------- | ----------------------- | -------------------- |
| Robert Prygiel  | do 1995 2000-01 2011-13 | koniec kariery       |
| Krzysztof Ferek | 2012 - 2013             | AGH 100RK AZS Kraków |
| Kacper Gonciarz | 2011 - 2013             | Avia Świdnik         |
| Maciej Kałasz   | 2012 - 2013             | Ślepsk Suwałki       |

## Kadra

### Sztab szkoleniowy
- Pierwszy trener: Robert Prygiel
- Drugi trener: Wojciech Stępień
- Fizjoterapeuta: Marcin Górka
- Statystyk: Krzysztof Michalski
- Kierownik drużyny: Dariusz Fryszkowski

### Zawodnicy
| Nr | Imię i nazwisko      | Data ur. | Wzrost | Pozycja            |
| -- | -------------------- | -------- | ------ | ------------------ |
| 1  | Bartłomiej Bołądź    | 1994     | 203    | atakujący          |
| 2  | Michał Ostrowski     | 1990     | 203    | środkowy           |
| 3  | Rafał Faryna         |          | 200    | atakujący          |
| 4  | Jakub Radomski       |          | 203    | przyjmujący        |
| 5  | Bartłomiej Grzechnik | 1993     | 200    | środkowy           |
| 6  | Bartłomiej Neroj     |          | 200    | rozgrywający       |
| 7  | Jakub Wachnik        | 1993     | 202    | przyjmujący        |
| 8  | Dirk Westphal        | 1984     | 203    | przyjmujący        |
| 9  | Adam Kowalski        | 1994     | 180    | libero             |
| 10 | Wytze Kooistra       |          | 209    | środkowy/atakujący |
| 11 | Łukasz Zugaj         |          | 191    | rozgrywający       |
| 12 | Adam Kamiński        |          | 204    | środkowy           |
| 13 | Michał Kędzierski    | 1994     | 194    | rozgrywający       |
| 14 | Kamil Gutkowski      | 1986     | 195    | przyjmujący        |
| 15 | Paweł Filipowicz     |          | 189    | libero             |
| 16 | Jozef Piovarči       |          | 208    | środkowy           |

### Liga

#### Runda zasadnicza
| Data       | Przeciwnik                  | Wynik                                   | Miejsce                                     |
| ---------- | --------------------------- | --------------------------------------- | ------------------------------------------- |
| 12.10.2013 | ZAKSA Kędzierzyn-Koźle      | 0:3 (22:25, 16:25, 17:25)               | Hala Azoty, Kędzierzyn-Koźle                |
| 19.10.2013 | Asseco Resovia Rzeszów      | 0:3 (22:25, 22:25, 21:25)               | Hala sportowa MOSiR, Radom                  |
| 26.10.2013 | Transfer Bydgoszcz          | 3:1 (18:25, 25:21, 28:26, 28:26)        | Hala Łuczniczka, Bydgoszcz                  |
| 02.11.2013 | PGE Skra Bełchatów          | 3:1 (29:27, 21:25, 25:22, 25:22)        | Hala sportowa MOSiR, Radom                  |
| 09.11.2013 | AZS Politechnika Warszawska | 3:0 (25:19, 25:17, 25:17)               | Hala sportowa MOSiR, Radom                  |
| 16.11.2013 | Effector Kielce             | 0:3 (18:25, 23:25, 20:25)               | Hala sportowa MOSiR, Radom                  |
| 23.11.2013 | Lotos Trefl Gdańsk          | 3:2 (25:23, 24:26, 25:23, 23:25, 15:10) | Ergo Arena, Gdańsk                          |
| 30.11.2013 | AZS Częstochowa             | 3:1 (25:18, 25:23, 23:25, 25:19)        | Hala sportowa MOSiR, Radom                  |
| 07.12.2013 | AZS Olsztyn                 | 3:1 (25:23, 25:17, 30:32, 25:17)        | Hala Urania, Olsztyn                        |
| 14.12.2013 | BBTS Bielsko-Biała          | 2:3 (16:25, 20:25, 25:15, 25:20, 13:15) | Hala widowiskowo-sportowa, Bielsko-Biała    |
| 21.12.2013 | Jastrzębski Węgiel          | 3:0 (25:21, 26:24, 25:22)               | Hala sportowa MOSiR, Radom                  |
|            |                             |                                         |                                             |
| 08.01.2014 | Transfer Bydgoszcz          | 0:3 (21:25, 26:28, 20:25)               | Hala sportowa MOSiR, Radom                  |
| 11.01.2014 | PGE Skra Bełchatów          | 0:3 (23:25, 17:25, 21:25)               | Hala Energia, Bełchatów                     |
| 18.01.2014 | AZS Politechnika Warszawska | 3:1 (21:25, 25:18, 26:24, 25:22)        | Hala Torwar, Warszawa                       |
| 25.01.2014 | Effector Kielce             | 1:3 (25:23, 29:31, 22:25, 23:25)        | Hala Legionów, Kielce                       |
| 29.01.2014 | Lotos Trefl Gdańsk          | 3:1 (25:33, 25:18, 22:25, 25:22)        | Hala sportowa MOSiR, Radom                  |
| 01.02.2014 | AZS Częstochowa             | 3:2 (19:25, 19:25, 28:26, 25:22, 15:13) | Wielofunkcyjna hala sportowa, Częstochowa   |
| 08.02.2014 | AZS Olsztyn                 | 0:3 (19:25, 23:25, 23:25)               | Hala sportowa MOSiR, Radom                  |
| 15.02.2014 | BBTS Bielsko-Biała          | 3:0 (25:21, 25:19, 25:23)               | Hala sportowa MOSiR, Radom                  |
| 19.02.2014 | Jastrzębski Węgiel          | 2:3 (22:25, 25:22, 16:25, 25:20, 11:15) | Hala widowiskowo-sportowa, Jastrzębie-Zdrój |
| 22.02.2014 | ZAKSA Kędzierzyn-Koźle      | 0:3 (25:27, 19:25, 17:25)               | Hala sportowa MOSiR, Radom                  |
| 05.03.2014 | Asseco Resovia Rzeszów      | 0:3 (12:25, 13:25, 13:25)               | Hala Podpromie, Rzeszów                     |

#### Play-off
| Data                 | Przeciwnik                  | Wynik                                   | Miejsce                                     |
| Mecze o miejsca 1-8. | Mecze o miejsca 1-8.        | Mecze o miejsca 1-8.                    | Mecze o miejsca 1-8.                        |
| -------------------- | --------------------------- | --------------------------------------- | ------------------------------------------- |
| 06.03.2014           | Jastrzębski Węgiel          | 0:3 (15:25, 19:25, 22:25)               | Hala widowiskowo-sportowa, Jastrzębie-Zdrój |
| 07.03.2014           | Jastrzębski Węgiel          | 0:3 (26:28, 18:25, 18:25)               | Hala widowiskowo-sportowa, Jastrzębie-Zdrój |
| 28.03.2014           | Jastrzębski Węgiel          | 0:3 (16:25, 18:25, 19:25)               | Hala sportowa MOSiR, Radom                  |
| Mecze o miejsca 5-8. |                             |                                         |                                             |
| 06.04.2014           | AZS Politechnika Warszawska | 0:3 (25:27, 19:25, 21:25)               | Hala Torwar, Warszawa                       |
| 11.04.2014           | AZS Politechnika Warszawska | 2:3 (25:17, 20:25, 25:20, 23:25, 14:16) | Hala sportowa MOSiR, Radom                  |
| Mecze o miejsce 7.   |                             |                                         |                                             |
| 17.04.2014           | Effector Kielce             | 3:1 (28:26, 20:25, 25:23, 25:18)        | Hala Legionów, Kielce                       |
| 25.04.2014           | Effector Kielce             | 3:2 (24:26, 25:22, 18:25, 25:22, 15:13) | Hala sportowa MOSiR, Radom                  |

### Puchar Polski
| Data        | Przeciwnik         | Wynik                            | Miejsce                    |
| Ćwierćfinał | Ćwierćfinał        | Ćwierćfinał                      | Ćwierćfinał                |
| ----------- | ------------------ | -------------------------------- | -------------------------- |
| 13.03.2013  | Jastrzębski Węgiel | 1:3 (19:25, 17:25, 25:18, 18:25) | Hala sportowa MOSiR, Radom |

### Bilans spotkań
| Rozgrywki        | Ogólnie | Ogólnie | Ogólnie | Ogólnie | Ogólnie | U siebie | U siebie | U siebie | U siebie | U siebie | Na wyjeździe | Na wyjeździe | Na wyjeździe | Na wyjeździe | Na wyjeździe | Miejsce |
| Rozgrywki        | R       | W       | P       | Sety    | Sety    | R        | W        | P        | Sety     | Sety     | R            | W            | P            | Sety         | Sety         | Miejsce |
| ---------------- | ------- | ------- | ------- | ------- | ------- | -------- | -------- | -------- | -------- | -------- | ------------ | ------------ | ------------ | ------------ | ------------ | ------- |
| runda zasadnicza | 22      | 11      | 11      | 38      | 43      | 11       | 6        | 5        | 18       | 18       | 11           | 5            | 6            | 20           | 25           | 6.      |
| play-off         | 7       | 2       | 5       | 8       | 18      | 3        | 1        | 2        | 5        | 8        | 4            | 1            | 3            | 3            | 10           | 7.      |
| puchar           | 1       | -       | 1       | 1       | 3       | 1        | -        | 1        | 1        | 3        | -            | -            | -            | -            | -            | 1/4 f.  |
| Razem            | 30      | 13      | 17      | 47      | 64      | 15       | 7        | 8        | 24       | 29       | 15           | 6            | 9            | 23           | 35           |         |